# Borov trifluorid
Borov trifluorid je kemijska spojina s formulo BF3. Spojina je jedek strupen plin, ki v vlažnem zraku tvori bele pare.  Je uporabna Lewisova kislina in surovina za druge borove spojine.

## Odkritje
Borov trifluorid sta leta 1808 odkrila  Joseph Louis Gay-Lussac in  Louis Jacques Thénard, ko sta poskušala pridobiti »fluorovo kislino« (fluorovodikovo kislino) iz kalcijevega fluorida in zasteklene borove kisline. Nastale pare niso najedale stekla, zato sta jih imenovala "fluoroborov plin".

## Zgradba in vezi
Molekula BF3 je ima obliko ploskega trikotnika. Njena simetrija D3h je skladna s teorijo o odboju orbitale valenčnih elektronov (VSEPR). Molekula zaradi svoje visoke simetrije nima dipolnega momenta. Molekula je izoelektronska s karbonatnim anionom CO2−
3.
BF3 se običajno obravnava kot elektronsko deficitaren, kar potrjuje njegova eksotermna reaktivnost proti Lewisovim bazam.
Dolžina vezi B-X v borovih trihalidih (BX3) je približno 1,30 Å, kar je manj kot bi pričakovali za enojno vez. Krajša vez bi lahko pomenila močnejše π vezi B-X v fluoridu. Poenostavljena razlaga se sklicuje na simetrijo molekule, ki dovoljuje prekrivanje p orbitale borovega atoma s kombinacijo treh podobno orientiranih p orbital atomov fluora.

## Sinteze in rokovanje
BF3 se proizvaja z reakcijo borovih oksidov z vodikovim fluoridom:
B2O3 + 6 HF → 2 BF3 + 3 H2O
HF se običajno proizvaja in situ iz žveplove kisline in kalcijevega fluorida (CaF2). Letna proizvodnja borovega trifluorida je 2300-4500 ton.
V laboratoriju se pridobiva s termičnim razpadom diazonijevih soli:
PhN2BF4 → PhF + BF3 + N2
Druga možnost je sinteza iz natrijevega tetrafluoroborata, borovega trioksida in žveplove kisline:
6 NaBF4 + B2O3 + 6 H2SO4 → 8 BF3 + 6 NaHSO4 + 3 H2O
Brezvoden borov trifluorid ima vrelišče −100.3 °C in kritično temperaturo −12.3 °C, zato se lahko v tekočem stanju skladišči samo med tema temperaturama. Posode za skladiščenje in transport  morajo vzdržati notranji tlak, ki se zaradi okvare hladilnega sistema lahko dvigne do kritičnega tlaka  49,85 bar (4,985 MPa).
Borov fluorid je jedek, zato morajo biti posode za njegovo skladiščenje izdelane iz nerjavnega  jekla, monela ali hasteloja. V prisotnosti vlage korodira tudi nerjavni jeklo. S poliamidi reagira. Zadovoljivo odporni materiali so politetraflouroetilen (teflon),  poliklorotrifluoroetilen, poliviniliden fluorid in polipropilen.  Masti, ki se uporabljajo na opremi, morajo biti izdelane na osnovi fluoroogljikov, ker z mastmi iz ogljikovodikov reagira.

## Reakcije
Za razliko od aluminijevih in galijevih trihalidov so vsi borovi trihalidi monomerni in med seboj reagirajo:
BF3 + BCl3 → BF2Cl + BCl2F
Ker substitucija poteka zlahka, se mešanih halidov ne more pridobiti v čisti obliki.
Borov trifluorid je vsestranska Lewisova kislina, ki tvori adukte z Lewisovimi bazami kot so fluoridi in etri:
CsF + BF3 → CsBF4
O(C2H5)2 + BF3 → BF3O(C2H5)2
Tetrafluoroborati se pogosto uporabljajo kot nekoordinirajoči anioni. Adukta z dietil etrom (borov trifluorid dietil eterat ali samo borov trifluorid eterat (BF3•O(Et)2)) sta tekočini, s katerima  je lahko rokovati, zato se pogosto uporabljata kot vir BF3 v laboratorijih. BF3 je stabilen tudi v raztopini v etru, ki ni stehiometrična. Drug pomemben adukt je adukt z dimetil sulfidom (BF3•S(Me)2), katerega se lahko obravnava kot čisto tekočino.

## Primerjalna Lewisova kislost
Vsi trije lažji borovi trihalidi (BF3, CCl3 in BBr3) tvorijo stabilne adukte z običajnimi Lewisovomi bazami. Njihove relativne kislosti se lahko ovrednotijo z relativnimi eksotermnostmi tvorbe njihovih aduktov. Meritve so pokazale naslednje razmerje Lewisove kislosti:
BF3 < BCl3 < BBr3,
se pravi, da je BBr3 najmočneja Lewisova kislina. Takšen trend se običajno pripisuje obsegu  π vezi  v planarnem borovem trihalidu, ki se pri prehodu v piramidasto obliko izgubi. Za prehod velja naslednji trend:
BF3 > BCl3 > BBr3,
se pravi, da bi se BF3 najlaže prešel v piramidasto obliko, sicer pa kriteriji za ovrednotenje relativne jakosti π vezi niso jasni. Ena od razlag trdi, da je fluorov atom majhen v primerjavi z večjima atomoma klora in broma,  zato se osamljen elektronski par v pz orbirali fluora hitro in enostavno donira in prekrije s prazno pz orbitalo bora. π donacija fluora je večja kot donacija klora ali broma.
Alternativna razlaga nižjo Lewisovo kislost BF3 pripisuje relativni šibkosti vezi v aduktih F3B-L.

## Hidroliza
Borov trifluorid reagira z vodo in tvori borovo in fluoroborovo kislino. Reakcija se začne s tvorbo vodnega adukta, H2O-BF3, iz katerega se nato odcepi HF, ki z borovim trifluoridom tvori fluoroborovo kislino:
4 BF3 + 3 H2O → 3 HBF4 + B(OH)3
Težji halidi ne reagirajo enako, morda zaradi manjše stabilnosti tetraedičnih ionov BX−
4 (X = Cl, Br). Zaradi visoke kislosti fluoroborove kisline se fluoroboratni ion uporablja za izoliranje izredno elektrofilnih kationov, na primer diazonijevih ionov, ki jih je sicer težko izolirati v trdnem stanju.

## Uporaba
Borov trifluorid ima pomembno vlogo v organski kemiji, kjer običajno deluje kot Lewisova kislina. Uporablja se na primer
- kot iniciator polimerizacijskih reakcij nenasičenih spojin, na primer polietrov,
- kot katalizator v nekaterih izomerizacijah, alkilacijah, esterifikacijah, kondenzacijah, aldolnih adicijah in drugih reakcijah.[15]

### Drugo
Uporablja se tudi 
- kot dopant v ionskih implantacijah,
- kot p-dopant za epitaksialno rast silicija,
- v občutljivih nevtronskih detektorjih v ionizacijskih komorah in napravah za opazovanje sevanja v Zemljini atmosferi,
- za fumigacijo,
- kot talilo pri spajkanju magnezija
- za pripravo diborana.[8][15]